# Baže Ilijoski
Baže Ilijoski (sinh ngày 9 tháng 7 năm 1984) là một cầu thủ bóng đá người Macedonia.

## Đội tuyển bóng đá quốc gia Macedonia
Blaže Ilioski thi đấu cho đội tuyển bóng đá quốc gia Macedonia từ năm 2005 đến 2010.

## Thống kê sự nghiệp
| Đội tuyển bóng đá Macedonia | Đội tuyển bóng đá Macedonia | Đội tuyển bóng đá Macedonia |
| Năm                         | Trận                        | Bàn                         |
| --------------------------- | --------------------------- | --------------------------- |
| 2005                        | 1                           | 0                           |
| 2006                        | 1                           | 0                           |
| 2007                        | 0                           | 0                           |
| 2008                        | 0                           | 0                           |
| 2009                        | 0                           | 0                           |
| 2010                        | 4                           | 0                           |
| Tổng cộng                   | 6                           | 0                           |